# عائلة روكفلر

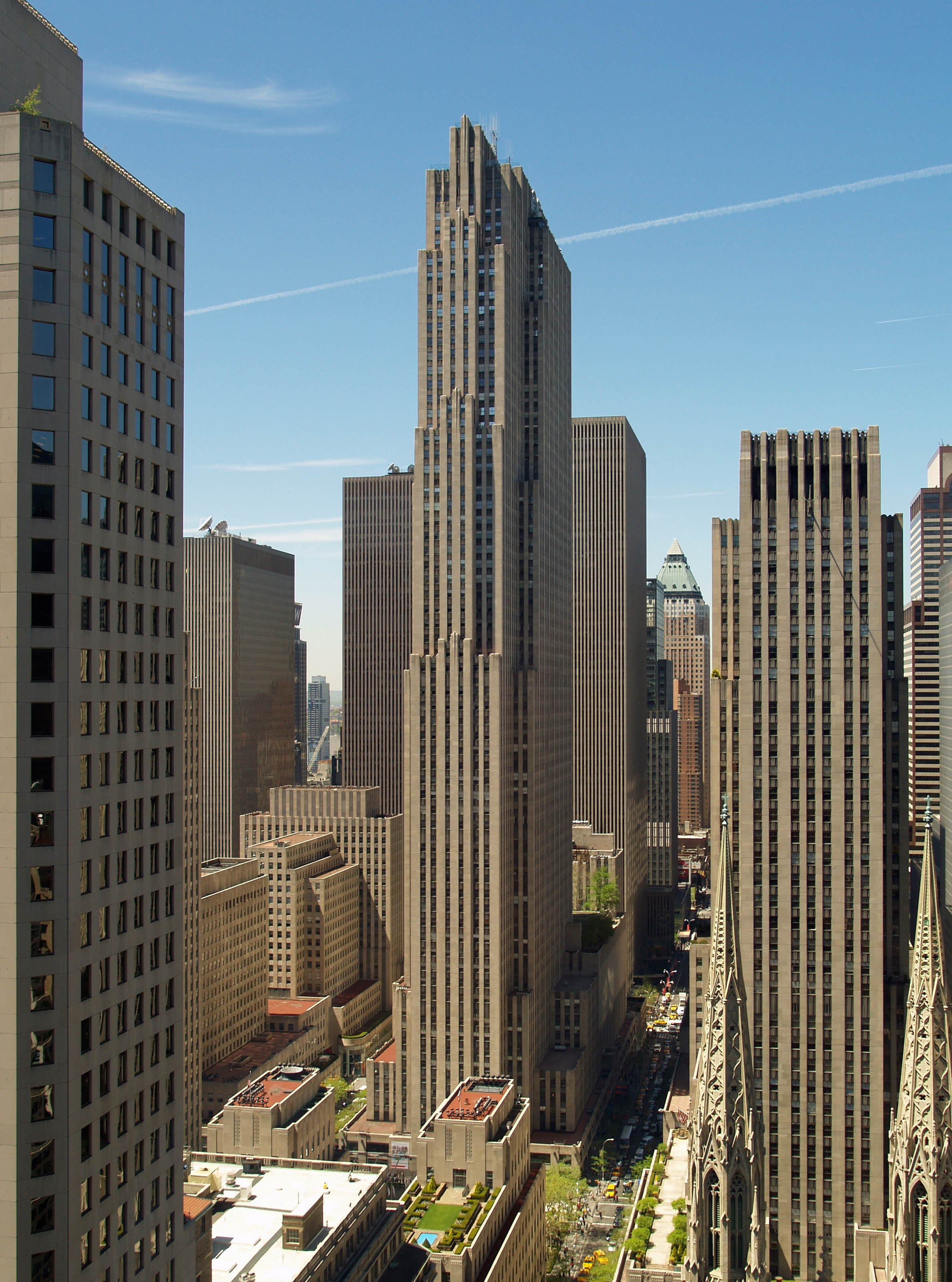
مركز روكفلر، في مانهاتن، مدينة نيويورك، وتعود إلى أسرة روكفلر وهي أسرة أمريكية لعبت دوراً هاماً في الاقتصاد العالمي.

عائلة روكفلر هي أسرة أمريكية صناعية عملت وبرزت في مجال الصناعة والسياسة والصيرفة كونت واحد من أكبر ثروات العالم في مجال النفط في أواخر القرن التاسع عشر وأوائل القرن العشرين، من خلال جون دافيسون روكفلر وشقيقه وليام روكفيلر الذي كان من كبار رجال الأعمال والصناعيين في الولايات المتحدة الأمريكية، لعب دوراً محورياً في تأسيس صناعة النفط وذلك عن طريق شركة «ستاندرد أويل» التي قام بتأسيسها في عام 1870 في كليفلاند بولاية أوهايو الأمريكية، وقد تمكن روكفلر من السيطرة على نحو 90% من صناعة تكرير النفط في الولايات المتحدة بحلول عام 1879. وقد وصلت ثروة جون دافيسون روكفلر إلى حوالي 336 مليار دولار أمريكي وبالتالي تصدر حسب قائمة فوربس لأثرى الشخصيات التاريخية سنة 2007.
كما من المعروف أن الأسرة لها علاقة طويلة الأمد من خلال السيطرة على بنك تشيس مانهاتن، وهو من أضخم البنوك في العالم وأكبرها في الولايات المتحدة الأمريكية حسب مجلة فوربس لعام 2015. وتعتبر الأسرة واحدة من أكثر الأسر قوة وثراء في تاريخ الولايات المتحدة. وتعود أصول الأسرة إلى أصول ألمانية وينتمي أعضاء الأسرة إلى الكنيسة المعمدانية والكنيسة الأسقفية الأمريكية.
كان جون دافيسون روكفلر عضوًا متدينًا في الكنيسة المعمدانية، ودعم ماديًا ومعنويًا العديد من المؤسسات الكنسيَّة. من بين هذا الدعم كان دعم النشاط التبشيري المعمداني وصندوق الجامعات المسيحية وبناء الكنائس، وأستمرت عائلة روكفلر ببناء الكنائس ودعم مؤسسات الطوائف المسيحية المختلفة.